# Ca l'Escloper (Sant Sadurní d'Osormort)
Ca l'Escloper és una masia de Sant Sadurní d'Osormort (Osona) protegida com a bé cultural d'interès local.

## Descripció
Masia de planta rectangular amb el carener de nord a sud, per bé que la teulada es troba enderrocada. La façana, situada a migdia, presenta un portal rectangular amb la llinda i la porta de roure, els brancals són de pedra i a la part baixa hi ha un pedrís. A la planta s'hi obren dues finestres, tres al primer pis amb ampit de pedra i llinda de roure. A les golfes n'hi ha una altra de les mateixes característiques. A la façana de llevant s'hi obren dues finestres. A tramuntana s'hi obre una finestra al primer pis, i a la part de ponent es troba enderrocada i plena de bardisses. La casa es tota construïda en pedra i fusta, amb una gran puresa de línies.

## Història
Masia que pertany a la parròquia de Sant Sadurní d'Osormort que en un principi fou terme de Sant Llorenç del Munt o de Cerdans, més tard s'uní a la batllia d'Espinelves i ara és independent. Aquesta casa no la trobem registrada en els fogatges del segle xvi per tant es tracta, segurament, d'una construcció posterior. En el nomenclàtor de la província de Barcelona de l'any 1860 no hem pogut comprovar si hi consta perquè només hi ha un resum de l'inventari que és el següent: "11 casetes, 15 masies, 12 alqueries, 1 església, 5 capelles, 1 rectoria i 17 pallisses".